# Mobara
Mobara (japonsky:茂原市 Mobara-ši) je město v prefektuře Čiba v Japonsku. Žije zde téměř 90 tisíc obyvatel. Ve městě se pořádá v červenci festival Tanabata.

## Partnerská města
- Salisbury, Austrálie (25. květene 2000)